# Джейд Джонс
Джейд Джонс  (англ. Jade Jones; нар. 21 березня 1993) — британська тхеквондистка, олімпійська чемпіонка.

## Виступи на Олімпіадах
| Олімпіада   | Дисципліна | Місце |
| ----------- | ---------- | ----- |
| Лондон 2012 | до 57 кг   | 1     |